# Nonie Darwish
Nonie Darwish (árabe: نوني درويش) (Cairo, 1949) de seu nome original Nahid Darwish é uma  jornalista,  escritora e palestrante estadunidense nascida no Egito, activista dos direitos humanos e crítica do Islão.
É autora dos livros  "Now They Call Me Infidel: Why I Renounced Jihad for America, Israel, and the War on Terror" (Agora eles me chamam de infiel; por que Eu renunciei à jihad pela América, por Israel e pela guerra contra o terror), "Cruel and Usual Punishment: The Terrifying Global Implications of Islamic Law" (Punição cruel e Usual -As terríveis Implicações Globais da Lei Islâmica) , "The Devil We Don't Know: The Dark Side of Revolutions in the Middle East", e "Wholly Different: Why I Chose Biblical Values Over Islamic Values". 
É também palestrante e fundadora da organização Arabs for Israel e directora da Former Muslims United, uma organização formada em Outubro de 2009, que procura proteger ex-muçulmanos da perseguição por muçulmanos  e combater os crimes de "honra".  Ela afirma que sua missão é "promover a reconciliação, a aceitação e o entendimento" entre israelenses e árabes.
Os temas de Darwish são os Direitos Humanos, com ênfase nos direitos femininos e de minorias no Médio Oriente.  Darwish é filha de um tenente-general do exército egípcio, que foi chamado de "shahid" (mártir) pelo presidente egípcio Gamal Abdel Nasser, depois de ser morto num ataque das Forças de Defesa de Israel em 1956. Darwish culpa " a cultura islâmica do Médio Oriente  e a propaganda de ódio ensinada às crianças  desde o berço"  pela sua morte.
Em 1978, ela se mudou com seu marido para os Estados Unidos e ali se converteu ao cristianismo. Após os ataques de 11 de setembro de 2001, tem escrito sobre temas relacionados com o Islã.